# Nervous Brickdown
Nervous Brickdown (SuperLite 2500 Brickdown In Japan) is een Nintendo DS-spel ontwikkeld door Arkedo en uitgegeven door Eidos. Het spel is gebaseerd op Breakout.

## Spelvormen
Nervous Brickdown heeft drie verschillende spelvormen: Arcade, Multi en Shuffle. Bij Arcade moet de speler door tien levels in tien verschillende werelden met elk een eigen thema gespeeld worden. Het tiende level is een eindbaas die verslagen moet worden om de volgende wereld vrij te spelen. 
De werelden zijn:
- Pow: klassieke Breakout met een modern uiterlijk;
- Paper: in deze wereld tekent men de peddel;
- Ghost: hierin moet de speler de bal in de lucht houden;
- Water: de peddel is een duikboot en men moet alle mensen redden door ze te vangen;
- Speed: in deze wereld is de bal vervangen door een laserstraal;
- Switch: hier moet de peddel van kleur worden veranderd zodat die de gelijke kleur heeft als de bal;
- Shoot: de peddel is een vliegtuig en je moet groene edelstenen raken;
- Curve: in deze wereld is de peddel een midgetgolf-club en moet de bal nadat alle stenen zijn geraakt in de hole geworpen worden;
- Retro: het touchscreen is Breakout terwijl het bovenste scherm een platformspel is.

Bij Multi kan men met twee spelers spelen. Shuffle kiest vijf willekeurige levels die gespeeld moeten worden.